# Erddurchgang vom Mars

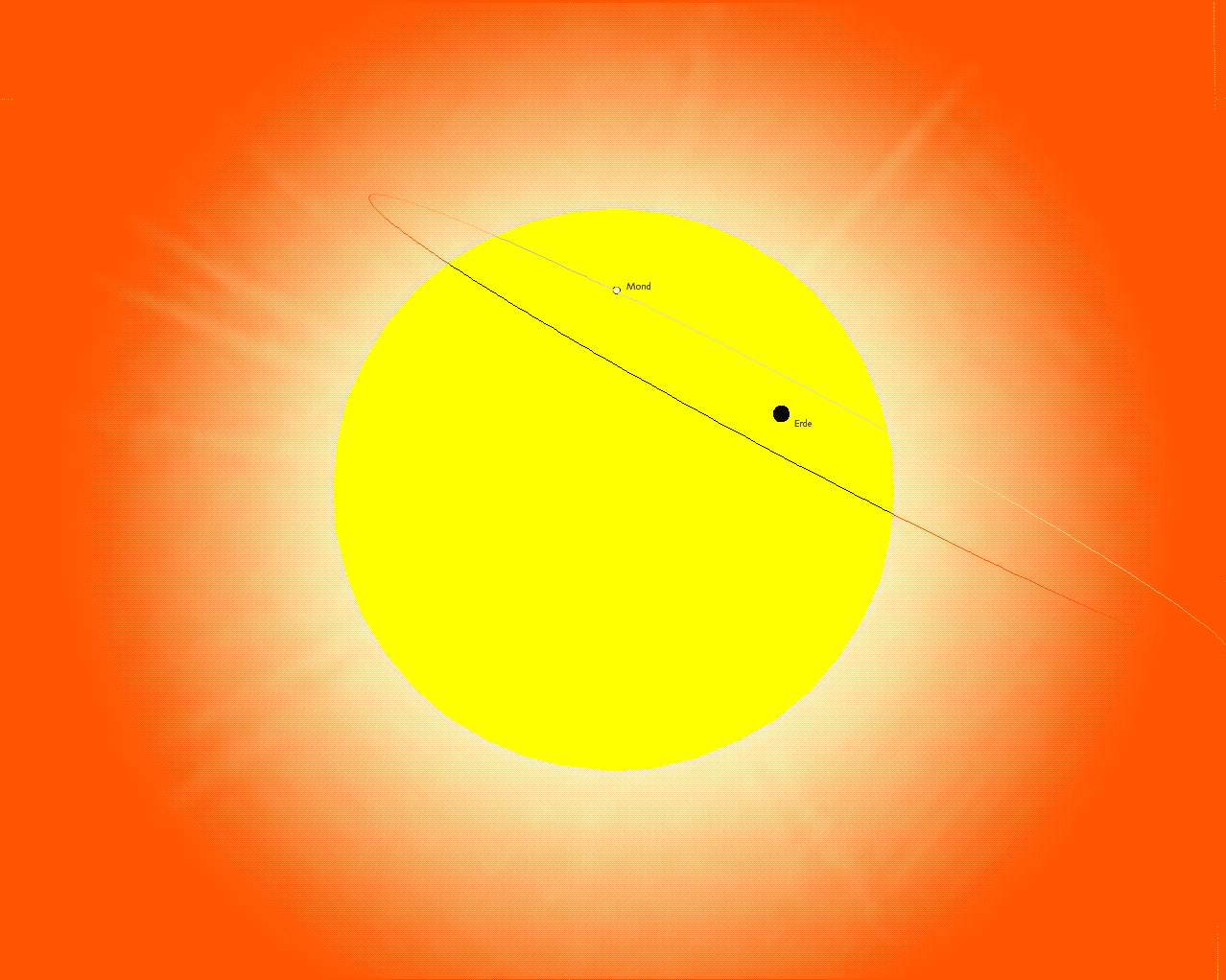
Erddurchgang mit Mondbahn vom Mars aus gesehen

Der Erddurchgang vom Mars, ein Durchgang der Erde vor der Sonne von Mars gesehen, findet statt, wenn der Planet Erde direkt zwischen Sonne und Mars vorbeizieht und einen kleinen Teil der Scheibe der Sonne für einen Beobachter auf dem Mars bedeckt. 
Während eines solchen Durchgangs kann durch ein Sonnenfilter die Erde von Mars als kleine schwarze Scheibe gesehen werden, die sich über die Sonne bewegt. Der Fall ist besonders interessant, weil die Erde und der Mond bei dem Transit häufig zusammen gesehen werden können; jedoch beendet manchmal der eine den Durchgang, bevor der andere damit anfängt. Von Marssonden wurde ein Durchgang der Erde noch nie beobachtet; das letzte derartige Ereignis fand am 11. Mai 1984 statt. Der nächste Transit jedoch, der am 10. November 2084 stattfindet, könnte von zukünftigen Marskolonisten beobachtet werden.
Beobachter auf dem Mars könnten auch Merkur- und Venusdurchgänge beobachten – sowie partielle Sonnenfinsternisse, die von den Marsmonden Phobos und Deimos verursacht werden. Vom Mars aus beobachtete Erddurchgänge folgen einem 284-jährigen Zyklus und treten in Abständen von 100,5, 79, 25,5, 79 Jahren entweder im Mai oder im November auf. Dieser Zyklus entspricht ziemlich genau 151 Marsumläufen oder 284 Erdumläufen und 133 synodischen Perioden und ist dem Zyklus der irdischen Venusdurchgänge analog, die einem Zyklus von 243 Jahren folgen (121,5, 8, 105,5, 8). 
Während eines Erddurchgangs vom Mars steht dieser für einen irdischen Beobachter genau in Opposition zur Sonne. Der Rote Planet erscheint uns dann gleichmäßig beleuchtet – mit einem Phasenwinkel von 180° („Vollmars“). Bei annähernd einer solchen Opposition 1879 gelang es Charles Augustus Young, die Abplattung des Mars zu bestimmen, da die Messung nicht durch Marsphasen verfälscht wird. Er erhielt einen Wert von 1/219 oder 0,46 Prozent, während der moderne Wert 1/193 beträgt.

## Science Fiction
Der Schriftsteller Arthur C. Clarke hat in seiner 1971 veröffentlichten Kurzgeschichte Transit der Erde die Geschichte eines Astronautenteams erzählt, das zum Mars fliegt, um dort den Transit der Erde am 11. Mai 1984 zu beobachten.